# 九州大学の人物一覧
九州大学の人物一覧（きゅうしゅうだいがくのじんぶついちらん）は、九州大学および2003年に合併統合した九州芸術工科大学に関係する人物の一覧記事。前身の旧制福岡高等学校出身者については、福岡高等学校 (旧制)#著名な出身者参照。
※多くの卒業生・関係者が存在するためウィキペディア内に既に記事が存在する人物のみを記載する。

## 創立者
- 山川健次郎 - 九州帝国大学初代総長、東京帝国大学総長、京都帝国大学総長、明治専門学校初代総裁

## 歴代総長
- 真野文二 - 第2代
- 大工原銀太郎 - 第3代
- 松浦鎮次郎 - 第4代
- 高山正雄 - 第5代
- 荒川文六 - 第6代
- 百武源吾 - 第7代
- 菊池勇夫 - 第9代
- 遠城寺宗徳 - 第11代
- 高橋良平 - 第18代
- 和田光史 - 第19代
- 杉岡洋一 - 第20代
- 有川節夫 - 第22代
- 久保千春 - 第23代、心療内科学、九州大学病院長
- 石橋達朗 - 第24代

## 教員
- 有馬学 - 歴史学、比較社会文化研究院教授
- 石川邦夫 - 生体材料学、歯学研究院教授
- 伊藤早苗 - プラズマ物理学、応用力学研究所教授
- 伊藤鉄英 - 医学研究院、臨床医学部門、内科学、准教授
- 今西祐一郎 - 国文学、人文科学研究院教授
- 上山あゆみ - 言語学、人文科学研究院教授
- 大賀祥治 - きのこ学、農学研究院教授
- 大賀哲 - 政治学、法学研究院准教授
- 大田治彦 - 宇宙システム工学、工学研究院教授
- 岡崎晴輝 - 政治学、法学研究院教授
- 小田垣孝 - 物理学、理学研究院教授
- 柿本浩一 - 電子材料工学、応用力学研究所教授
- 角秀秋 - 医学、心臓血管外科臨床教授
- 木島孝之 - 建築学、人間環境学研究院助教
- 北山修 - 精神医学、人間環境学研究院教授（ザ・フォーク・クルセダーズの元メンバー）
- 君島八郎 - 土木工学、九州帝国大学工学部長
- 君塚信夫 - 化学、工学研究院教授、工卒
- 工藤真生 - 工学、芸術工学研究院助教授
- 桑野良一 - 化学、理学研究院准教授
- 古谷野潔 - 歯学、歯学研究院教授
- 坂上康俊 - 歴史学、人文科学研究院教授
- 阪本昌成 - 法学、法学研究院教授
- 関口正司 - 政治学、法学部教授
- 高瀬正仁 - 数学、数理学研究院教授
- 高野信治-歴史学
- 高原淳 - 高分子化学、先導物質化学研究所教授、工卒
- 高山倫明 - 言語学、人文科学研究院教授
- 武田展雄 - 工学、応用力学研究所助教授
- 田嶌誠一 - 臨床心理学、人間環境学研究院教授
- 田淵浩二 - 法学、法科大学院教授
- 鶴野玲治 - コンピュータグラフィックス、芸術工学研究院准教授
- 出口敦 - 工学、九州大学大学院人間環境学研究院教授
- 中村滋延 - 作曲家、芸術工学研究院教授
- 中村美亜 - 音楽学者、性科学者、芸術工学研究院准教授
- 野島一彦 - 臨床心理学、人間環境学研究院教授、教卒
- 野田進 - 法学、法学研究院教授、法科大学院院長（平成18-19年度）
- 服部英雄 - 比較社会文化研究院長
- 原田明 - 分析化学、総合理工学研究院教授
- 浜本満 - 文化人類学、人間環境学研究院教授
- 針塚進 - 臨床心理学、人間環境学研究院教授
- 福留留美 - 臨床心理学、高等教育開発推進センター准教授、文卒
- 藤枝守 - 作曲、芸術工学研究院教授
- 藤原惠洋 - 建築学、芸術工学研究院教授、建築学科卒
- 前田幸嗣 - 経済学、農学研究院准教授
- 南野森 - 憲法学、法学研究院教授
- ヴォルフガング・ミヒェル - 文化科学、言語文化研究院教授
- 村上裕章 - 法学、法学研究院教授、法卒
- 森正洋 - 陶磁器デザイン、旧九州芸術工科大学芸術工学科講師
- 矢向正人 - 音楽学、芸術工学研究院教授
- 薮野祐三 - 政治学、法学研究院教授（スーパーJチャンネル 九州･沖縄コメンテーター）
- 山口輝臣 - 歴史学・宗教学、人文科学研究院准教授
- 山岡均 - 天文学、理学研究院助教
- 吉岡斉 - 科学社会学、比較社会文化研究院教授

## 出身著名人

### 政治

#### 国会議員

##### 現職
- 岩田和親 - 衆議院議員（自由民主党）。法卒
- 鬼木誠 - 衆議院議員（自由民主党）。法卒
- 高良鉄美 - 参議院議員（沖縄社会大衆党）。法卒
- 堤かなめ - 衆議院議員（立憲民主党）。文卒
- 吉田忠智 - 参議院議員（社会民主党）。農卒
- 吉田宣弘 - 衆議院議員（公明党）。法卒

##### 前職・元職
- 諫山博 - 衆・参（共産）。法文卒
- 泉信也 - 参（自民）。国家公安委員会委員長、元運輸省大臣官房審議官。工卒
- 打越明司 - 衆（民主）。元鹿児島県議会議員。経済卒
- 太田典礼 - 衆（社会）。医卒
- 河野正美 - 衆（維新）。医学部大学院卒
- 古賀雷四郎 - 参（自民）。元北海道・沖縄開発庁長官。工卒
- 重富吉之助 - 参（自民）。経卒
- 嶋崎譲 - 衆（社会・民主）。元日本社会党政策審議会長
- 自見庄三郎 - 衆・参（国民新党）。元郵政大臣、金融・郵政改革担当大臣。医学部卒、医学系大学院修了
- 高木健太郎 - 参（公明）。元名古屋市立大学学長。医卒
- 竹内潔 - 参（自民）。法文卒
- 田原隆 - 衆（自民）。元法務大臣、元建設省九州地方建設局長。工卒
- 中川一郎 - 衆（自民）。元農林水産大臣。農卒
- 中屋大介 - 衆（民主）。教育卒
- 鍋島直紹 - 参（自民）。元科学技術庁長官、元佐賀県知事。農卒
- 楢崎弥之助 - 衆（社会・社民連）。元社民連書記長。法文卒
- 広瀬正雄 - 衆（自民）。元郵政大臣。法文卒
- 古田圭一 - 衆（自民）。工学部大学院（総合理工学研究科）卒
- 三池信 - 衆（自民）。元郵政大臣。工卒
- 薬師寺道代 - 参（無所属）。医学部大学院卒
- 山崎平八郎 - 衆（自民）。元国土庁長官、元農林省九州農政局長。農卒
- 山本政弘 - 衆（社会）。元日本社会党副委員長。法文卒
- 渡辺武 - 参（共産）。法文卒
- 渡辺具能 - 衆（自民）。元運輸省港湾技術研究所長。工卒

#### 地方自治体首長

##### 現職
- 吉村洋文 - 大阪府知事（2019年 - ）。元大阪市長、衆議院議員（おおさか維新の会）。法卒、弁護士
- 渕上隆信 - 福井県敦賀市長（2015年 - ）。理・化学科卒
- 西原親 - 福岡県みやま市長（2007年 - ）。経卒
- 林裕二 - 福岡県朝倉市長（2018年 - ）。教卒
- 深浦弘信 - 佐賀県伊万里市長（2018年 - ）。経卒
- 村上大祐 - 佐賀県嬉野市長（2018年 - ）。法卒
- 松田一也 - 佐賀県基山町長（2016年 - ）。経卒
- 田上富久 - 長崎県長崎市長（2007年 - ）。法卒
- 大西一史 - 熊本市長（2014年 - ）。大学院法学府博士後期課程中退（修士課程修了）
- 中野五郎 - 大分県臼杵市長（2009年 - ）。大学院修士課程修了
- 川野幸男 - 大分県津久見市長（2015年 - ）。経卒
- 池田宜永 - 宮崎県都城市長（2012年 - ）。元大蔵省官僚。経卒
- 西平良将 - 鹿児島県阿久根市長（2011年 - ）。農卒
- 中西茂 - 鹿児島県鹿屋市長（2014年 - ）。経卒
- 田中良二 - 鹿児島県薩摩川内市長（2020年 - ）。文卒

##### 前職・元職
- 田中敏文 - 初代公選北海道知事（1947年 - 1959年）。林学科卒
- 西尾愛治 - 鳥取県知事（1947年 - 1954年）。法文卒
- 荒巻禎一 - 京都府知事（1986年 - 2002年）。元自治省官僚、弁護士。法卒
- 三木行治 - 岡山県知事（1951年 - 1964年）。法文卒
- 奥田八二 - 福岡県知事（1983年 - 1995年）。経卒
- 松形祐堯 - 宮崎県知事（1979年 - 2003年）。農卒
- 宮崎善吾 - 佐賀県副知事。弟は元第一勧業銀行頭取の宮崎邦次
- 川上義幸 - 佐賀県副知事。工卒
- 布袋嘉之 - 鹿児島県副知事
- 山縣有信 - 栃木県矢板市長（1963年 - 1974年）。法卒
- 白井博文 - 山口県山陽小野田市長（2005年 - 2017年）。法卒
- 三宅徳三郎 - 香川県高松市長（1967年 - 1971年）。医卒
- 山崎広太郎 - 福岡市長（1998年 - 2006年）。元衆議院議員。法卒
- 小山達生 - 福岡県福津市長（2009年 - 2017年）。法卒
- 吉廣啓子 - 福岡県苅田町長（2005年 - 2017年）。文卒
- 幸山政史 - 熊本市長（2002年 - 2014年）。経卒
- 櫻井哲雄 - 宮崎県延岡市長（1994年 - 2006年）。経卒
- 崎田恭平 - 宮崎県日南市長（2013年 - 2021年）。工卒

### 官界
- 小野吉郎 - 元郵政事務次官、元日本放送協会会長。法文卒
- 松尾静磨 - 元運輸省航空庁長官。工卒
- 高橋浩之 - 元農林省官僚、コシヒカリ生みの親。農卒
- 鈴木雅次 - 元内務技監、土木界初の文化勲章受章。工卒
- 高石邦男 - 元文部事務次官。法卒
- 広瀬研吉 - 元原子力安全・保安院院長。工卒
- 古川貞二郎 - 元内閣官房副長官、元厚生事務次官。法卒
- 堺田輝也 - 農林水産省大臣官房技術総括審議官、農林水産技術会議事務局長[1]

### 法曹界
- 桜井龍子 - 最高裁判所判事、元労働省。法卒
- 門上千恵子 - 日本初の女性検事
- 熊本典道 - 日本の元裁判官。袴田事件で有名
- 谷口正孝 - 最高裁判所判事、東京地方裁判所所長
- 高木俊夫 - 元裁判官
- 宮本康昭 - 判事、弁護士、法学者、元東京経済大学教授
- 山下弘綱 - 米国弁護士。工学部造船学科卒
- 吉戒修一 - 元東京高等裁判所長官

### 財界
- 青崎済 - 元日本製粉社長、法卒
- 麻生太賀吉 - 元麻生グループ代表・麻生セメント会長、九大理学部設立のために多額の寄付、元法文学部聴講生
- 有吉孝一 - 元安田火災海上保険社長・会長、経卒
- 池田弘一 - 元アサヒビール社長・会長、経卒
- 伊東信一郎 - 元全日本空輸社長・会長、全日本航空事業連合会副会長、経卒
- 井上治 - 住友電気工業社長、経卒
- 猪山英徳 - 元東洋酸素社長、三菱信託銀行取締役、法卒
- 上野至大 - 元NTT西日本社長、工卒
- 衛藤博啓 - 初代みずほ信託銀行社長、現顧問、法卒
- 榎徹 - 大分フットボールクラブ（Jリーグ・大分トリニータ）代表取締役、法卒
- 榎本隆一郎 - 元三菱ガス化学社長、工卒
- 江本寛治 - 初代JFEホールディングス会長、工卒
- 大野茂 - 元九州電力社長・会長、経卒
- 岡庭博 - 元三光汽船代表取締役、法文卒
- 岡部正彦 - 元日本通運社長・会長、日通学園理事長、法卒
- 荻田伍 - 元アサヒビール社長・会長、経卒
- 小野俊雄 - 元間組社長、元安藤ハザマ会長
- 門垣逸夫 - 元熊本朝日放送社長、法卒
- 金森廣 - 元韓国三菱商事社長、サウディ石油化学社長、工卒
- 苅田知英 - 元中国電力社長・会長、法卒
- 川上米男 - 元長府製作所社長・会長、実質的な創業者、農卒
- 木川理二郎 - 元日立建機社長、工卒
- 来島達夫 - 元JR西日本社長、法卒
- 行徳克己 - 元共栄火災海上保険社長・会長、農卒
- 久芳徹夫 - 元京セラ社長・会長、工卒
- 久留島秀三郎 - 元同和鉱業社長、工卒
- 近藤秋男 - 元全日本空輸社長、法卒
- 佐藤廣士 - 元神戸製鋼所社長・会長、工卒
- 佐藤義雄 - 元住友生命保険社長・会長、法卒
- 重渕雅敏 - 元東陶機器（現TOTO）社長・会長、工卒
- 清水晃 - 元西日本新聞社社長・会長、元テレビ西日本会長、法卒
- 白水宏典 - 元トヨタ自動車副社長、元ダイハツ工業会長、工卒
- 真藤恒 - 元石川島播磨重工業（現IHI）社長・会長、NTT初代社長、会長、工卒
- 進藤貞和 - 元三菱電機社長、工卒
- 園潔 - 元三菱UFJフィナンシャル・グループ会長、法卒
- 高岩淡 - 元東映社長・会長、経卒
- 竹下道夫 - 元宇部興産社長・会長、日本化学工業協会副会長、工卒
- 田崎雅元 - 元川崎重工業社長・会長、工卒
- 田中稔一 - 元三井化学社長、経卒
- 田中文雄 - 元王子製紙社長、農卒
- 段上守 - 元九州電力副社長、工卒
- 筒井豊春 - キャピタル・パートナーズ証券株式会社代表取締役兼CEO、ハーバード・ビジネス・スクール卒、経卒
- 長尾亜夫 - 元西日本鉄道社長・会長、法卒
- 長野吉彰 - 元肥後銀行頭取・会長、経卒
- 梛原憲治 - 元豊和銀行頭取、経卒
- 西見有二 - 元旭硝子（現AGC）副社長、経卒
- 西村英俊 - 元双日最高経営責任者、元西日本高速道路社長、経卒
- 貫正義 - 元九州電力会長、経卒
- 野上義博 - 元ダイワボウホールディングス社長、経卒
- 箱島信一 - 元朝日新聞社長、「箱島派閥」のドンとして強い影響力、経卒
- 林田浩一 - 西日本鉄道社長、法卒
- 平山良明 - 元西部ガス社長・会長、経卒
- 広瀬貞雄 - 元富士紡績代表取締役社長、広瀬氏第11代当主、経卒
- 藤野清 - 元宇部興産専務取締役、工卒
- 藤野宏 - 元栗田工業社長・会長、理卒
- 古川洽次 - 元ゆうちょ銀行会長、法卒
- 古宮洋二 - JR九州社長、工卒
- 前田和雄 - 元三井造船社長、工卒
- 増田信行 - 元三菱重工業社長・会長、工卒
- 松尾静磨 - 元日本航空会長、日本航空業界の父、工卒
- 馬城文雄 - 元日本製紙社長・会長、農卒
- 三井信雄 - 元イグナイトジャパン会長、元日本アイ・ビー・エム副社長、元米IBM副社長、工卒
- 水戸英則 - 銀行家、元肥後銀行常務取締役、学校法人二松学舎理事長、経卒
- 南園克己 - 元日東紡社長、経卒
- 宮崎邦次 - 元第一勧業銀行頭取・会長、兄は佐賀県副知事の宮崎善吾、法卒
- 村井利彰 - 元ニチレイ社長・会長、経卒
- 籾井勝人 - 元日本放送協会会長、元日本ユニシス社長、元三井物産副社長、経卒
- 山下隆 - 元中国電力社長・会長、工卒
- 山西由之 - 元TBS社長、法文卒
- 山本正已 - 元富士通社長・会長、工卒
- 吉田紘一 - 元住友生命保険社長、経卒
- 吉田清治 - 元九州電力副社長、元日本相撲連盟会長、経卒
- Robert T. Huang - 米synnex創業者、九州大学アントレプレナーシップ・センター設立のために寄付、工卒
- 和才博美 - 元NTTコミュニケーションズ社長、工卒

### 学者

#### 元教官
- 有地亨 - 民法、九州大学名誉教授、聖心女子大学名誉教授、法卒
- 安藤高行 - 憲法学、九州大学名誉教授、九州国際大学法学部教授
- 池見酉次郎 - 医学（精神科）、九州大学名誉教授、医卒
- 石田正治 - 政治学、国際政治学、法学研究院教授、工卒、法卒
- 井上治典 - 民事訴訟法学、立教大学法科大学院教授、弁護士、元九州大学法学部教授、法卒
- 植木とみ子 - 法学、元長崎大学助教授、法卒
- 緒方道彦 - 医学、九州大学名誉教授、元九州大学健康科学センター長、元九州大学教養部長、医卒
- 奥田八二 - 経済学、元九州大学教養部教授、元福岡県知事、法文卒
- 太田一也 - 島原地震火山観測所所長。火山学者
- 小野勇一 - 動物学、生態学、九州大学名誉教授、北九州市立いのちのたび博物館名誉館員
- 小野寺直助 - 内科医学、京都帝国大学福岡医科大（現九大医学部）卒
- 梶原壌二 - 多変数複素関数論、九州大学名誉教授、理卒
- 川口武彦 - 経済学、元九州大学経済学部教授、元社会主義協会代表、法文卒
- 小島恒久－経済学、九州大学名誉教授、元九州大学教養部教授、経卒
- 神田橋條治 - 医学（精神科）、元九州大学医学部講師、医卒
- 新海征治 - 化学、崇城大学教授、工卒
- 水田祥代 - 医学（小児外科）、九州大学名誉教授・元副学長、福岡歯科大学理事長、医卒
- 竹田誠 - ウイルス学、元九州大学大学院医学研究院准教授、東京大学大学院医学系研究科教授
- 寺園喜基 - 神学、元九州大学比較社会文化研究科教授、西南学院大学教授、西南学院院長、大学院文学研究科哲学専攻博士課程修了
- 萩島哲 - 工学（都市計画学）、九州大学名誉教授、工卒
- 馬場克三 - 経営学、九州大学名誉教授、法文卒
- 樋口謙太郎 - 医学（皮膚科学）、九州大学名誉教授、医卒
- 秀村選三 - 社会経済学、九州大学名誉教授
- 藤原勝紀 - 臨床心理学、元九州大学教授、教卒
- 松重和美 - 物理学、元九州大学、京都大学名誉教授、理卒
- 前田重治 - 精神医学、九州大学名誉教授、医卒
- 宮田敬一 - 臨床心理学、博士課程中途退学
- 元田脩一 - アメリカ文学、元九州大学教授、文卒
- 柳雄介 - ウイルス学、九州大学名誉教授、元九州大学大学院医学研究院教授、長崎大学高度感染症研究センター長、医卒
- 山口宗之 - 歴史学、九州大学名誉教授、元九州大学教養部教授、文卒
- 山崎朗 - 経済学、元九州大学経済学部教授、大学院経済学研究科博士課程修了

#### 他大学教官等
- 青木英実 - 教育学、中村学園大学教授、教卒
- 明木茂夫 - 中国文学、中京大学教授、と学会会員、文卒
- 有地榮一郎 - 歯科放射線学、愛知学院大学教授、歯卒
- 安道知寛 - 経営学、慶應義塾大学准教授、理卒
- 天野有 - 神学、西南学院大学教授、文博士課程中退
- 荒井洋一 - 哲学、東京学芸大学教授、大学院文学研究科博士課程単位取得退学
- 有田忠郎 - フランス文学、西南学院大学名誉教授、文卒
- 粟屋剛 - 生命倫理学、岡山大学大学院教授、理卒
- 飯島伸子 - 環境社会学、東京都立大学 (1949-2011)教授、文卒
- 石田尾博夫 - 社会学者・地域経済学・観光学者、第一工科大学名誉教授、大学院芸術工学府博士課程修了
- 一ノ瀬俊也 - 歴史学
- 井上浩義 - 化学、慶應義塾大学教授、理卒
- 井上正治 - 法学、法卒
- 岩下明裕 - 政治学、北海道大学スラブ研究センター教授、法卒
- 植木雅俊 - 仏教思想研究家、東工大世界文明センター非常勤講師、理院了、東洋大学文院了、人文科学博士（お茶大）、毎日出版文化賞受賞、パピルス賞受賞
- 上原和 - 美術史学、成城大学名誉教授、法文卒
- 牛島定信 - 精神医学、元福岡大学教授、元東京慈恵会医科大学教授、元東京女子大学教授、医卒
- 宇田泰三 - 化学、大分大学工学部教授
- 内野明徳 - 化学、熊本大学教授、理院了
- 大石芳裕 - グローバル・マーケティング、明治大学教授、経卒
- 大賀郁夫 - 歴史学、宮崎公立大学教授
- 大隈一武 - 法学、西南学院大学名誉教授、イリノイ大学ロースクール修了、法卒
- 大坪喜久太郎 - 工学者、室蘭工業大学元学長、工卒
- 大屋幸輔 - 統計学、計量経済学、大阪大学経済学研究科教授、経卒
- 小川隆広 - 歯学、カリフォルニア大学終身教授、歯卒
- 小澤正明 - 国文学、元八幡大学学長、文卒
- 小野周 - 物理学、元東京大学教授、元日本物理学会会長、理卒
- 小野秀昭 - 経済学、流通経済大学教授、理卒
- 押川元重 - 数学、九州大学名誉教授、放送大学客員教授、理卒
- 甲斐克則 - 法学、早稲田大学大学院法務研究科教授、法卒
- 金子勇 - 社会学、北海道大学大学院教授、文卒
- 狩野博幸 - 日本近世美術史、同志社大学教授、文卒
- 亀口憲治 - 臨床心理学、東京大学教授
- 鴨良弼 - 法学、東北大学名誉教授
- 木村和範 - 統計学、北海学園大学学長
- 久木田重和 - 会計学、東京経済大学学長、経卒
- 具島兼三郎 - 国際政治学、長崎大学学長、長崎総合科学大学長崎平和文化研究所所長、法文卒
- 国武豊喜 - 化学、北九州市立大学教授・副学長、工卒
- 栗城壽夫 - 憲法学、大阪市立大学名誉教授、上智大学名誉教授、法卒
- 黒岩保 - 工学、元北海道工業大学学長、工卒
- 黒田吉益 - 地球科学、理卒
- 興梠一郎 - 現代中国論、神田外語大学教授、カリフォルニア大学バークレー校修士課程修了、経卒
- 五條堀孝 - 国立遺伝学研究所教授
- 作道洋太郎 - 経済学、経営学、大阪大学名誉教授、経卒
- 佐々木寛司 - 日本史学、茨城大学名誉教授、博士号
- 笹田栄司 - 憲法学、元北海道大学法学研究科教授、早稲田大学政治経済学術院教授、法卒
- 信夫清三郎 - 政治学、歴史学、名古屋大学名誉教授
- 荘子邦雄 - 法学、元札幌学院大学学長
- 陣内傳之助 - 外科医学、医卒
- 杉坂政典 - 工学、元大分大学工学部教授、大学院工博士課程修了
- 杉崎光世 - 法学、九州国際大学名誉教授
- 勢一智子 - 法学、西南学院大学教授、法卒
- 高木孝詮 - 法学、元八幡大学学長、法文卒
- 高倉洋彰 - 考古学、西南学院大学国際文化学部教授、博物館長、文卒
- 滝沢克己 - 哲学
- 竹中淑子 - 数学、慶應義塾大学名誉教授、理卒
- 田中理絵 - 教育社会学、西南学院大学教授、教卒
- 丹宗暁信 - 法学、元千葉大学教授
- 鶴光代 - 臨床心理学、跡見学園女子大学教授
- 鶴谷寿 - アメリカ文学、元神戸女子大学教授、文卒
- 藤堂省 - 医学、北海道大学大学院医学研究科教授
- 永尾孝雄 - 法学、熊本県立大学教授、法卒
- 中尾英俊 - 法学、西南学院大学名誉教授、湘潭大学名誉教授、法卒
- 長津宗重 - 歴史学、文卒
- 波平恵美子 - 文化人類学、お茶の水女子大学教授
- 西園昌久 - 精神医学、福岡大学教授、医卒
- 橋本策 - 医学、医卒
- 八谷和彦 - 美術学、東京藝術大学美術学部准教授、九州芸術工科大学画像設計学科卒
- 濱野真二郎 - 寄生虫学、長崎大学熱帯医学研究所副所長（教授）、博士（医学）修得
- 早下隆士 - 分析化学、上智大学教授、上智大学学長、元東北大学助教授、工学部合成化学卒
- 久田信行 - 障害児心理学、群馬大学教授
- 久恒啓一 - 多摩大学経営情報学部長
- 平井正則 - 天文学、福岡教育大学教授
- 広田良吾 - 数学、物理学、工学、早稲田大学名誉教授
- 福島金治 - 歴史学、愛知学院大学教授、文卒
- 福田豊 - 経済学、法政大学名誉教授、経卒
- 藤永茂 - 量子化学、アルバータ大学名誉教授
- 古田雅憲 - 国文学、西南学院大学教授、文卒
- 星乃治彦 - 歴史学、福岡大学教授、文卒
- 堀内隆治 - 経済学、元下関市立大学学長、経卒
- 松下眞一 - 数学、現代音楽作曲家、大学院理学研究科（現・数理学府）修了
- 松野良一 - メディア論、ジャーナリズム論、中央大学国際情報学部教授、教卒
- 三隅二不二 - 心理学、九州大学・大阪大学教授
- 三井誠 - 刑事訴訟法、神戸大学名誉教授、元同志社大学教授、法卒
- 三戸公 - 経営学、立教大学名誉教授、法文学卒
- 宮副謙司 - 経営学、青山学院大学教授、法卒
- 宮部正洋 - 工学、大阪工業大学教授
- 牟田泰三 - 物理学、広島大学学長、理卒
- 森三十郎 - 法学、福岡大学名誉教授、法卒
- 安松京三 - 昆虫学、農卒
- 柳澤武 - 法学、名城大学准教授、法卒
- 山上敏子 - 医学、元久留米大学教授、医卒
- 矢吹萬壽 - 農学、大阪府立大学名誉教授、農卒
- 山口意友 - 哲学・倫理学、純真短期大学教授、大学院文博士課程単位取得退学
- 山﨑要一 - 小児歯科学、鹿児島大学教授、歯卒
- 山中寿朗 - 環境学・地球科学、岡山大学准教授、大学院理学研究科地球惑星科学修了、博士（理学）
- 横松宗 - 教育学、元八幡大学学長、教卒
- 吉見宏 - 会計学、北海道大学教授、経済卒
- 龍円恵喜二 - 政治学、帝京大学名誉教授
- 六反田豊 - 歴史学、東京大学教授、大学院文修士課程修了
- 若狭和朋 - 歴史研究家、発言集団シューレ代表。前九州大学大学院客員教授・教育学博士（Ph.d.）・元岐阜県教師。法卒

### 科学・エンジニア
- 田島誠司 - マツダエンジニア、ロータリーエンジンの設計、工卒
- 中村明 - 九州電力上席執行役員
- 林義正 - 日産自動車エンジニア、エンジン設計、工卒
- 若田光一 - 宇宙飛行士 、工卒
- 尹祐根 - ロボット研究者、産総研発ベンチャーライフロボティクスの創業者、工卒

### 文化・芸能・スポーツ

#### 作家・出版
- 阿木津英 - 歌人、文卒
- 井上靖 - 小説家、芥川賞受賞、（法文中退）
- 石持浅海- 推理作家、理卒
- 大下宇陀児 - 小説家、工卒
- 大西巨人 - 小説家、評論家、（文中退）
- 甲斐良治 - 農業ジャーナリスト、経卒
- 各務章 - 詩人、法卒
- 郭沫若 - 中国の文学者、歴史家、医卒
- 角間貴生 - 芸術家、アニメーション作家、小説家
- 片山恭一 - 小説家、主著『世界の中心で、愛をさけぶ』、農卒
- 川上宗薫 - 小説家
- 黒澤はゆま - 歴史小説家、コラムニスト
- 剣持鷹士 - 推理作家、弁護士、法卒
- 五所美子 - 歌人、文卒
- 佐藤一段 - ジャーナリスト、元大阪新聞社長、法卒
- 島尾敏雄 - 小説家
- 庄野潤三 - 小説家、芥川賞受賞、法文卒
- 高橋信雄 - ノンフィクション作家、元長崎新聞社論説委員長、経卒
- 竹島紀元 - 編集者、『鉄道ジャーナル』・『旅と鉄道』編集長、鉄道ジャーナル社社長、（工中退）
- 千野帽子 - 文芸評論家、文卒
- 東野利夫-医師、小説家、医学史研究家。
- 鳥飼否宇 - 推理作家、理卒
- 中田整一 - ノンフィクション作家、元大正大学教授、法卒
- 長嶺超輝 - フリーライター、法卒
- 帚木蓬生 - 小説家、吉川英治文学新人賞受賞、医卒、東大文卒
- 波多江伸子 - 作家、文博士課程修了
- 原尞 - 小説家、直木賞受賞、文卒
- 船瀬俊介 - ジャーナリスト、評論家、三一書房代表取締役、（理中退）
- 真木洋三 - 作家、ジャーナリスト、経卒
- 森澄雄 - 俳人、法文卒
- 吉野裕之 - 歌人、俳人、農院了
- 渡辺啓助 - 小説家、法文卒

#### 音楽
- 荒谷俊治 - 指揮者、第4代日本指揮者協会会長、法・文卒
- 鮎川誠 - ミュージシャン（シーナ&ザ・ロケッツ）、農卒
- 辛島文雄 - ジャズピアニスト
- 小塩広和 - ゲームミュージック、九州芸術工科大学卒
- 小森田実 - シンガーソングライター、農院了
- 馬場泰久 - ゲームミュージック、九州芸術工科大学大学院修了
- 松尾清憲 - ミュージシャン
- 松藤量平 - シンガーソングライター、九州芸術工科大学卒
- 山口淳 - 現代音楽の作曲家、大学院芸術工学府修士課程修了
- 宇佐元恭一 - シンガーソングライター、経卒
- 中原龍太郎(Ryu☆) - DJ、ゲーム音楽の作曲家、大学院芸術工学府修了

#### 映画・映像
- 荒戸源次郎 - 映画監督、（工中退）
- 梅津明治郎 - 映画監督（てんびんの詩シリーズ）
- 江口カン - 映画監督、映像ディレクター、九州芸術工科大学卒
- 蔵本憲昭 - 電通、映画プロデューサー・テレビプロデューサー
- 貞永方久 - 映画監督、法卒
- 篠原保 - キャラクターデザイナー、九州芸術工科大学卒
- 佛田洋 - 特撮監督、株式会社特撮研究所代表、工卒
- 松尾高弘 - インタラクティブアーティスト、九州芸術工科大学大学院修了
- 三池敏夫 - 特撮美術家（ゴジラシリーズ、ガメラシリーズ他）、工卒
- 前田秀一郎 - 映画評論家、理卒
- 吉浦康裕 - アニメーション監督、九州芸術工科大学卒

#### 建築・設計
- 鮎川透 - 建築家、芸工卒
- 斉藤玄 - NTTファシリティーズ、工卒
- 豊田泰久 - 音響設計家、永田音響設計ロサンゼルス事務所、パリ事務所代表、芸工卒
- 平山文則 - 建築家、NTTファシリティーズ所属、建築学科卒
- 松岡恭子 - 建築家、建築学科卒
- 重松象平 - 建築家、建築学科卒、OMAパートナー及びニューヨーク事務所代表
- 松尾和也 - 建築家、建築学科卒、断熱性能・機密性能を高めた高機能住宅・省エネ住宅の設計で知られる

#### 漫画
- 安永航一郎 - 漫画家
- 原泰久 - 漫画家、九州芸術工科大学卒

#### アナウンサー
- 赤木誠 - 毎日放送アナウンサー
- 井原陽介 - NHKアナウンサー、法卒
- 岩渕梢 - フリーアナウンサー、経卒
- 内山俊哉 - NHKアナウンサー、法卒
- 浦口直樹 - 元TBSアナウンサー
- 小原茂 - NHKシニアエキスパート（嘱託職）・元チーフアナウンサー、法卒
- 香月千鶴 - エフエム福岡アナウンサー兼プロデューサー、九州芸術工科大学卒
- 児玉隆 -  NHKアナウンサー、理卒
- 坂梨哲士 - NHKアナウンサー、経卒
- 佐々木理恵 - NHK福岡放送局キャスター、旧九州芸術工科大学出身、芸術工学府修士課程修了[2]
- 高山梨香 - 元テレビ西日本アナウンサー
- 龍山康朗 - RKB毎日放送アナウンサー兼気象予報士
- 田畑竜介 - RKB毎日放送アナウンサー
- 馬場雄二 - 元鹿児島放送アナウンサー、法卒
- 林田真心子 - 元福岡放送アナウンサー
- 原口雅臣 - NHKアナウンサー、文卒
- 平川尚子 - 九州朝日放送アナウンサー
- 藤澤義貴 - NHKアナウンサー、法卒
- 松田朋子 - 熊本朝日放送アナウンサー、元山陰中央テレビアナウンサー
- 山縣由美子 - 元MBC南日本放送アナウンサー、文卒

#### スポーツ
- 杉瀬薫 - プロゴルファー、工卒
- 大賀幹夫 - 柔道家、工卒

#### 囲碁・将棋
- 水町みゆ - 将棋女流棋士

### その他
- 安部徹也 - 実業家、経卒
- 阿部正寿 - 政治活動家、世界戦略総合研究所会長
- 飯田知彦 - 鳥類学者、一般社団法人日本希少鳥類研究所所長
- 池高聖 - 徳山教育財団理事、元東洋鋼鈑社長、工卒
- 植木雅俊 - 仏教学者、理卒
- 植村友紀 - アクティブハカタ所属のローカルタレント、ラジオパーソナリティー
- おほしんたろう - ワタナベエンターテインメント九州事業本部所属のお笑い芸人
- 川原尚行 - スーダンで活動している医師、NPOロシナンテス理事長
- 高橋徹郎 - 通称「スター高橋」、福岡県で活躍するローカルタレント、脚本家、福岡県糸島市議会議員、九州芸術工科大学卒
- 田口玄一 - 品質工学（タグチメソッド）
- 立元幸治 - 評論家、元NHK局長
- 竪山利文 - 全日本民間労働組合連合会（全民労連）議長、（工中退）
- 立山学 - 政治運動家、文筆家、経卒
- 田部井淳子 - 登山家、大学院比較社会文化研究科修士課程修了
- 千田要一 - 精神科医、心身医学、ポジティブ心理学、開業医、HSUプロフェッサー、医院卒
- 筒井勝美 - 学習塾英進館会長、創業者、工卒
- 手嶋準一 - 気象予報士（日本気象協会勤務）、農卒
- 中川保孝 - 精神神経科医、日本における芸術療法の導入者
- 中村哲 - PMS（ペシャワール会医療サービス）総院長
- 中村正三郎 - プログラマ、九州大学・慶應義塾大学非常勤講師、元（株）管理工学研究所勤務
- 永田豊志 - 株式会社ショーケース・ティービー取締役COO
- 福岡将之 - 写真家、工卒
- 松永照正 - 平和運動家、経卒
- 松本文六 - 医師、政治家
- 三原淳雄 - 経済評論家、経卒
- 山見博康 - 実業家、経卒
- 山本昇治 - 気象予報士(山口放送勤務)、農卒
- 矢山利彦 - 医師、気功師。
- loundraw - イラストレーター